# Loxosoma
Loxosoma är ett släkte av bägardjur som beskrevs av Wilhelm Moritz Keferstein 1862. Loxosoma ingår i familjen Loxosomatidae.

## Dottertaxa tillLoxosoma, i alfabetisk ordning[1][2]
- Loxosoma agile
- Loxosoma annelidicola
- Loxosoma axisadversum
- Loxosoma cingulata
- Loxosoma claparedei
- Loxosoma claparedi
- Loxosoma cocciforme
- Loxosoma cubitus
- Loxosoma davenporti
- Loxosoma fishelsoni
- Loxosoma infundibuliformis
- Loxosoma isolata
- Loxosoma jaegersteni
- Loxosoma lanchesteri
- Loxosoma loricatum
- Loxosoma loxalina
- Loxosoma monensis
- Loxosoma monilis
- Loxosoma nielseni
- Loxosoma nung
- Loxosoma okudai
- Loxosoma pectinaricola
- Loxosoma poculi
- Loxosoma rhodinicola
- Loxosoma rotunda
- Loxosoma saltans
- Loxosoma sam
- Loxosoma significans
- Loxosoma singulare
- Loxosoma sluiteri
- Loxosoma song
- Loxosoma spathula
- Loxosoma tetracheir
- Loxosoma troglodytes
- Loxosoma vatilli